# Sigmarszell

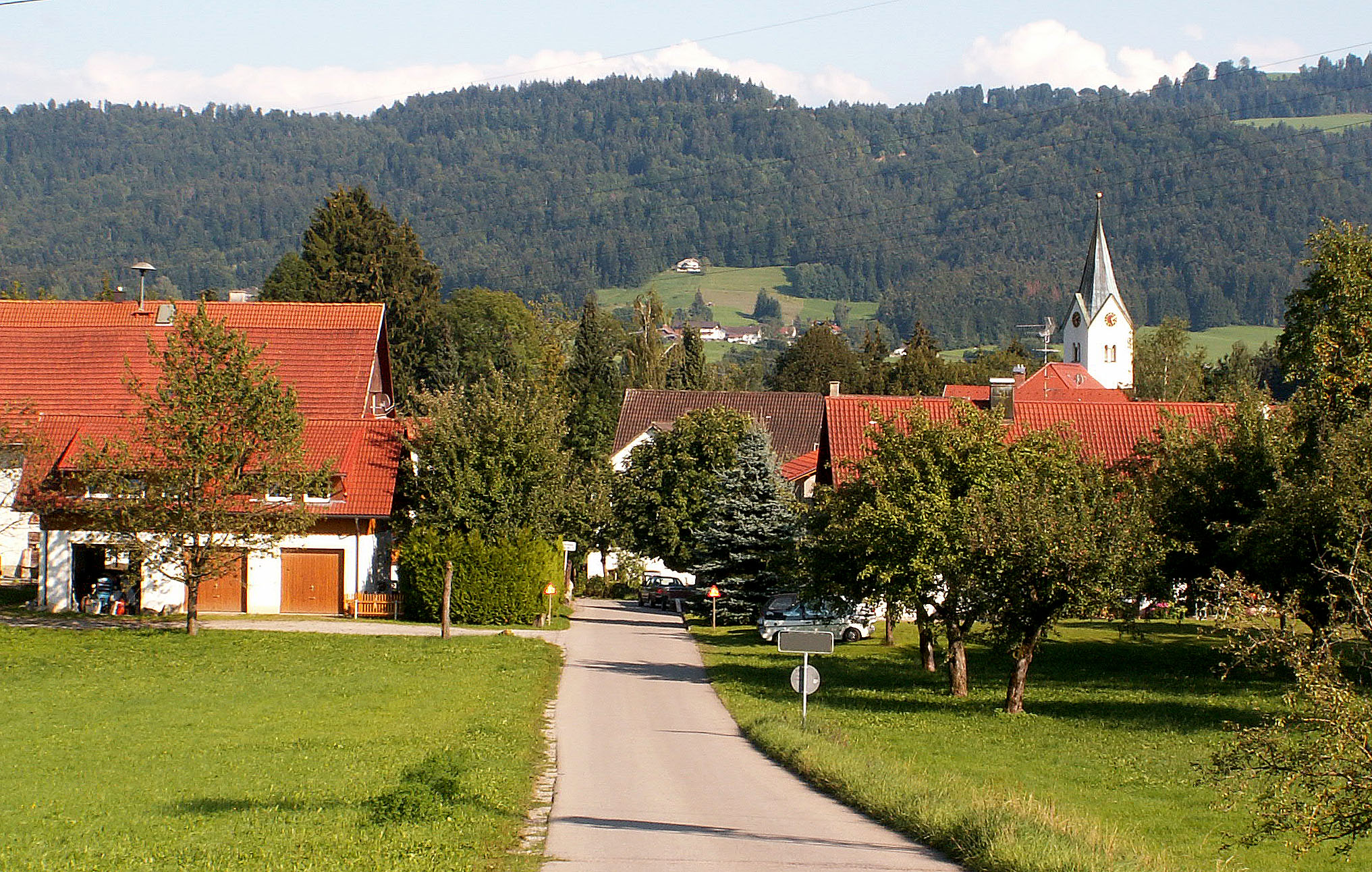
Sigmarszell

Sigmarszell ist eine Gemeinde im schwäbischen Landkreis Lindau (Bodensee) und Sitz der Verwaltungsgemeinschaft Sigmarszell.

## Geografie
Die Gemeinde liegt am Rand der Westallgäuer Landschaft. Das Pfarrdorf Sigmarszell befindet sich etwa sieben Kilometer entfernt vom Bodensee. Der Teil östlich der Leiblach gehört zum Pfänderstock. Es gibt folgende Gemarkungen: Bösenreutin, Niederstaufen, Sigmarszell.
Die Leiblach, die Sigmarszell vom österreichischen Bundesland Vorarlberg (Bezirk Bregenz) trennt, hat eine Länge von 14 km und wurde im Jahre 802 erstmals als „Luibilunache“ erdkundlich erwähnt.

### Nachbargemeinden
| Weißensberg       | Hergensweiler                               | Opfenbach |
| Lindau (Bodensee) | Kompassrose, die auf Nachbargemeinden zeigt | Scheidegg |
| Hörbranz          | Hohenweiler                                 | Möggers   |

### Gemeindegliederung
Es gibt 30 Gemeindeteile (in Klammern ist der Siedlungstyp angegeben):
- Adelberg (Weiler)
- Biesings (Weiler)
- Bösenreutin (Pfarrdorf)
- Burgstall (Weiler)
- Dornach (Weiler)
- Egghalden (Dorf)
- Emsgritt (Weiler)
- Geislehen (Dorf)
- Haggen (Weiler)
- Haggenberg (Einöde)
- Hangnach (Dorf)
- Heimholz (Weiler)
- Hölzlers (Weiler)
- Hubers (Weiler)
- Immen (Weiler)
- Infang (Einöde)
- Kargen (Weiler)
- Kinbach (Dorf)
- Kinberg (Weiler)
- Laiblachsberg (Weiler)
- Leitfritz (Weiler)
- Niederstaufen (Pfarrdorf)
- Schlachters (Dorf)
- Sigmarszell (Pfarrdorf), 59 Einwohner am 25.05.1987[4]
- Thumen (Dorf)
- Tobel (Weiler)
- Umgangs (Weiler)
- Widdum (Weiler)
- Witzigmänn (Dorf)
- Zeisertsweiler (Dorf)

Die Einöden Greit und Immenmühle sind keine amtlich benannten Gemeindeteile.
- Der Gemeindeteil Niederstaufen ist ein kleines Dorf mit etwa 800 Einwohnern, zehn Kilometer vom Bodensee entfernt. Die katholische Dorfkirche ist den Heiligen Peter und Paul geweiht. Das gemeindliche Sportgelände nutzt der TSV Niederstaufen. Bis Ende des Schuljahres 2005/2006 konnten die Niederstaufener Kinder in ihren ersten beiden Jahrgängen in die Dorfschule gegenüber der Kirche gehen. Diese Außenstelle der Verbandschule Weißensberg wurde inzwischen aufgelöst. Mehrere Handwerks- und Einzelhandelsbetriebe und elf landwirtschaftliche Vollerwerbsbetriebe stellen die wirtschaftliche Basis von Niederstaufen dar. Sehenswürdigkeiten sind die neu restaurierte klassizistische Kirche und das Pfarrhaus. Von ursprünglich sechs Gaststätten ist in Niederstaufen eine einzige übrig geblieben.

- Der Gemeindeteil Bösenreutin grenzt direkt an die Stadt Lindau an. Das Zentrum von Bösenreutin bildet der Dorfplatz auf dem jedes Jahr in der Nacht zum ersten Mai der Maibaum aufgestellt wird. An dem Maibaum sind Schilder mit Bildern verschiedener Handwerksberufe angebracht, außerdem sind das Wappen von Bösenreutin angebracht. Um den Dorfplatz herum gibt es eine Reihe wichtiger Gebäude: Die katholische Kirche mit Friedhof, die ehemalige Schule (heute ist dort die Musikschule und der Pfarrsaal untergebracht), ein Landgasthaus und das Feuerwehrhaus. Seit einigen Jahren besteht ein Spielplatz hinter der Kirche.

- Schlachters ist der größte Gemeindeteil. Eine Bankfiliale der Sparkasse Memmingen-Lindau-Mindelheim und eine der Raiffeisen-BodenseeBank sind dort vertreten. Die ehemalige Obstbauschule Schlachters ist als Versuchsstation für Obstbau Schlachters eine Außenstelle der Hochschule Weihenstephan-Triesdorf.[5]

## Geschichte
Am Verlauf der alten Römerstraße Kempten–Bregenz wurden bei den niederstaufener Weilern Umgangs und Burgstall Reste römischer Burgi gefunden. Der Burgstall der ehemaligen Waldburg auf dem Kreuzberg in Niederstaufen wird ebenfalls als Standort einer solchen römischen Wachstation und diese somit als Vorgängerbau der späteren Mittelalterburg angesehen. Römische Burgi waren turmartige Gebäude, die zur Verstärkung der Grenzbefestigung zwischen den Kastellen im Abstand von etwa eineinhalb bis zwei Kilometern mit einer fast quadratischen Grundfläche von zehn bis zwölf Metern Seitenlänge errichtet wurden.
Um 800 gründete das Kloster St. Gallen im Lindauer Raum drei Pfarreien, eine davon war Sigmarszell.
Das ehemalige Amt der Freien Reichsstadt Lindau wurde im Reichsdeputationshauptschluss 1803 den Fürsten von Bretzenheim als ein Teil des neugebildeten Fürstentums Lindau zugesprochen. Diese tauschten es 1804 mit Österreich. Seit den Friedensverträgen von Brünn und Preßburg 1805 gehört der Ort zu Bayern.
Den Namen hat Sigmarszell von Sigmar, einem leibeigenen Bauern, der unbedingt Pfarrer werden wollte. Das konnte er als leibeigener Bauer aber nicht. Seine Herrin ließ ihn jedoch gehen, so konnte er seinen Wunsch erfüllen und Pfarrer werden. Er half St. Gallus bei der Einführung des Christentums. Sigmar wohnte in einer Zelle, deswegen: Sigmars-zell. Heute steht in Sigmarszell eine Kirche zu Ehren von St. Gallus.
Ende des Zweiten Weltkriegs befand sich in Biesings bei Schlachters das kleine KZ-Außenkommando Schlachters des KZ Dachau. Die Häftlinge wurden später ins KZ-Außenkommando Lochau verlegt.
Im Zuge der Gebietsreform in Bayern wurden am 1. Januar 1972 die Gemeinden Bösenreutin, Sigmarszell und Niederstaufen zur neuen Gemeinde Schlachters zusammengeschlossen. Am 8. Februar 1974 wurde die Gemeinde Schlachters amtlich in Sigmarszell umbenannt.

### Einwohnerentwicklung
Zwischen 1988 und 2018 wuchs die Gemeinde von 2264 auf 2947 um 683 Einwohner bzw. um 30,2 %.

## Politik

### Gemeinderat
Die Gemeinderatswahlen seit 2014 ergaben folgende Sitzverteilungen:
| Partei/Liste                                                      | 2020  | 2014  |
| Partei/Liste                                                      | Sitze | Sitze |
| ----------------------------------------------------------------- | ----- | ----- |
| Freie Bürgerschaft Sigmarszell (FBS)                              | 7     | 7     |
| Wählergemeinschaft Bösenreutin-Sigmarszell-Niederstaufen (WG BSN) | 7     | 7     |

### Bürgermeister
Vorsitzender des Gemeinderats ist 1. Bürgermeister Jörg Agthe (FBS). Er wurde im März 2014 zum Nachfolger von Walter Matzner gewählt.

### Wappen
|                         | Blasonierung: „Geteilt von Gold und Silber; oben ein aus der Teilungslinie wachsender, rot bewehrter schwarzer Bär mit schwarzem Baum auf der Schulter, unten ein grünes Lindenblatt.“ |
| Wappenführung seit 1966 | |

## Kultur und Sehenswürdigkeiten

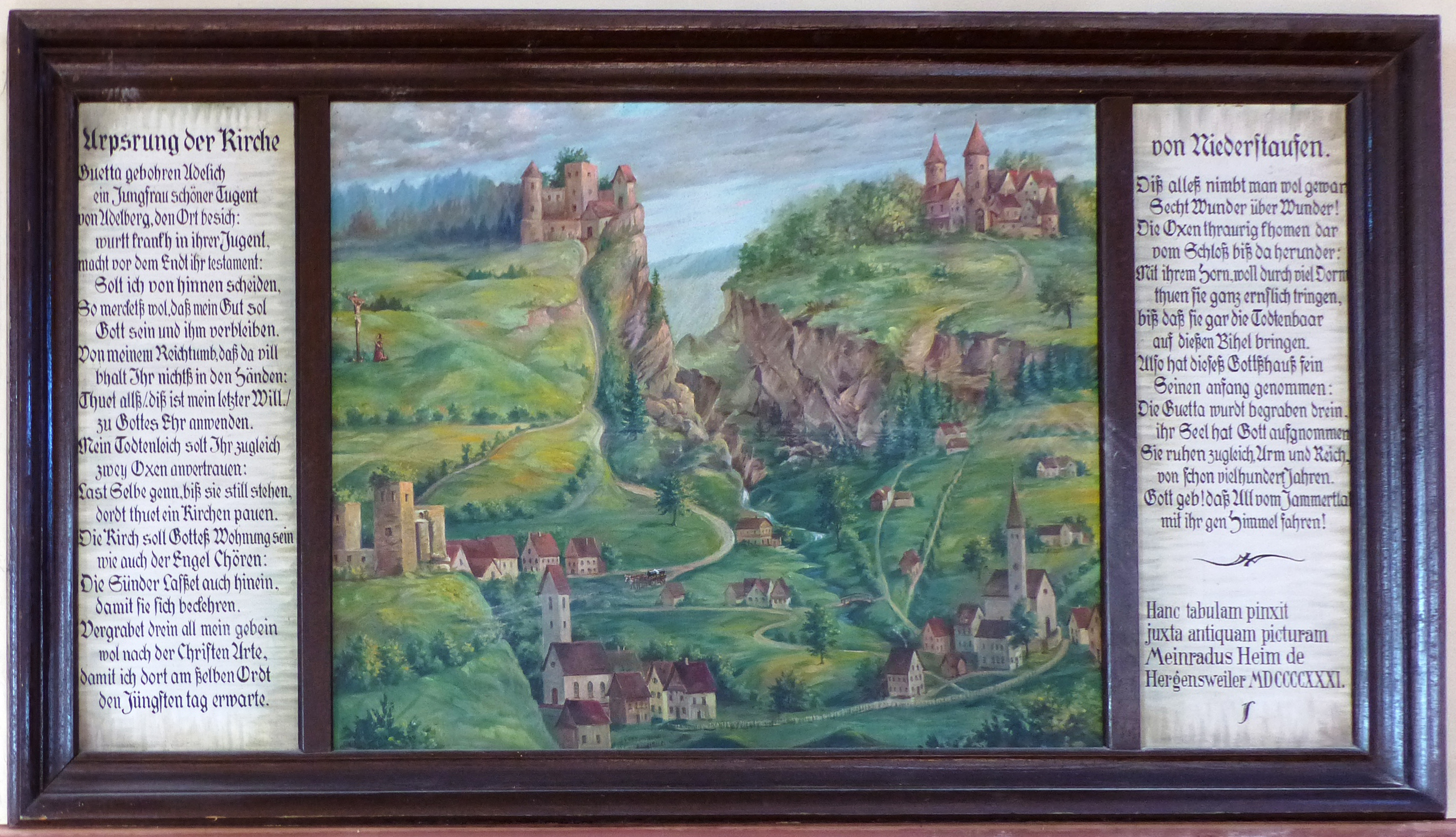
Legendentafel der seligen Guta von Adelberg in der Pfarrkirche von Niederstaufen

### Bauwerke
- Kirche St. Gallus: Der Chor und das Langhaus dieser Kirche sind von 1710, der Turmunterbau stammt aus dem Mittelalter.[17]
- Burgruine Grünschönstein: Von dieser mittelalterlichen Burganlage der Herren von Schönstein in Schlachters ist nur noch der Ringgraben erhalten. Die Burg zu Häbholz (heute Heimholz) wurde auch „Noble Burg“ genannt. Sie wurde 1378 von den Lindauern zerstört. Nach einer Sage soll unter dem Burgstall ein Schatz vergraben sein.
- Katholische Kapelle St. Wendelin auf dem Kinberg-Plateau, Rechteckbau mit dreiseitigem Schluss, 1698; mit Ausstattung.

### Wanderwege
Im Jahre 2004 wurde der Zellersteg wieder errichtet, der über die Leiblach (Landesgrenze) nach Hohenweiler (Österreich) führt. Die Brücke lockt viele Besucher zum Spazierengehen, Walken oder Radfahren. Von Niederstaufen aus gibt es Wanderwege in alle Himmelsrichtungen; schöne Strecken führen durch das Leiblachtal. Der Fluss Leiblach trennt Niederstaufen von der Nachbargemeinde Hergensweiler und mündet in den Bodensee. Ein anderer Wanderweg führt durch den Wald nach Dornach. Außerdem führt der Jakobsweg durch Niederstaufen.

## Verkehr
Der Bahnhof Schlachters befindet sich an dem 1853 eröffneten Abschnitt der Bahnstrecke Buchloe–Lindau. Er dient seit den 1980er Jahren nur noch als Betriebsbahnhof ohne Personenverkehr. An der Anschlussstelle Sigmarszell (AS 3) der A 96 beginnt die Bundesstraße 31 nach Breisach.
Sigmarszell liegt am Bodensee-Königssee-Radweg, welcher in Lindau beginnt und zunächst über Sigmarszell und Hergensweiler nach Hergatz und weiter über Röthenbach (Allgäu) nach Oberstaufen führt.

## Bilder

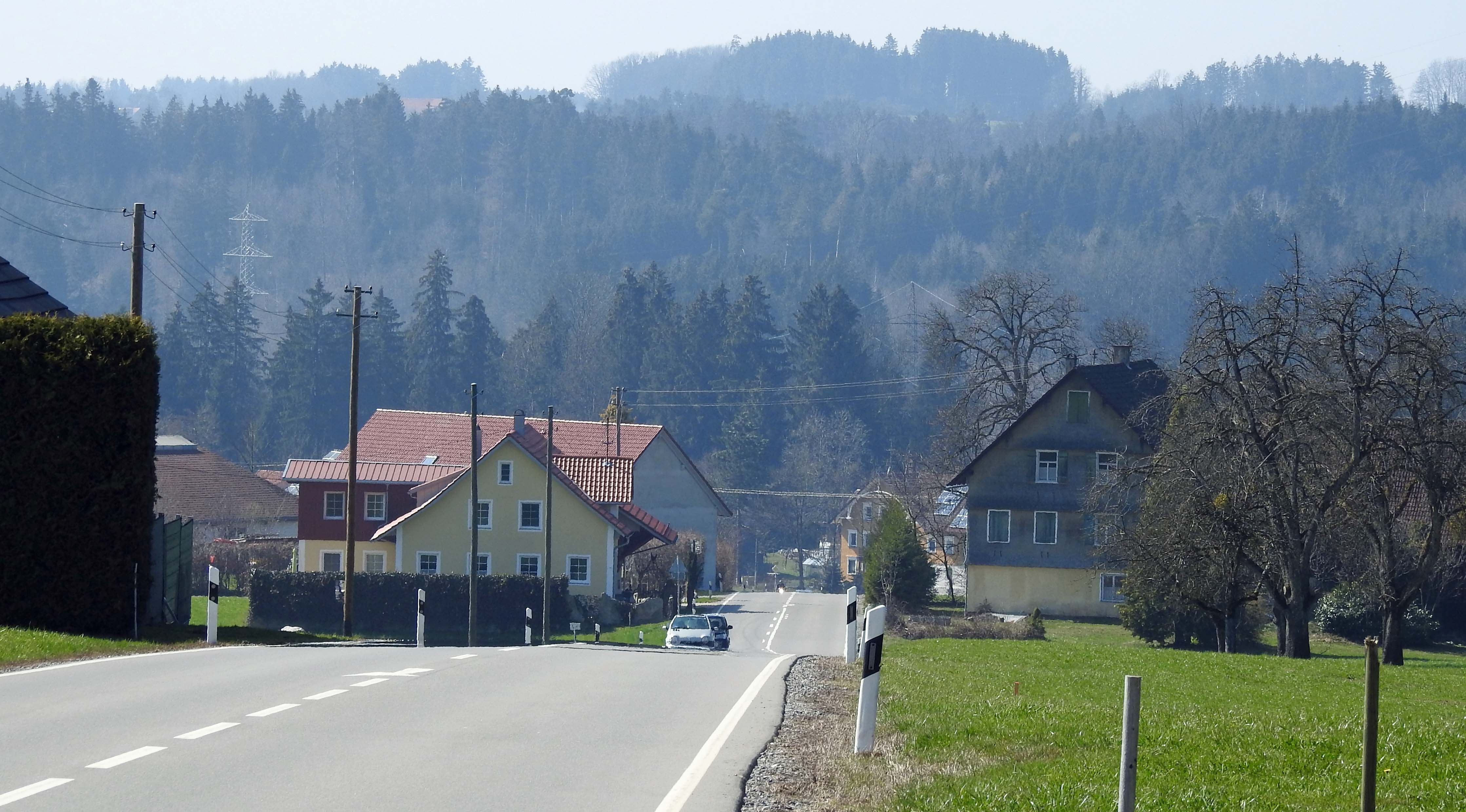
B 308 bei Geislehen
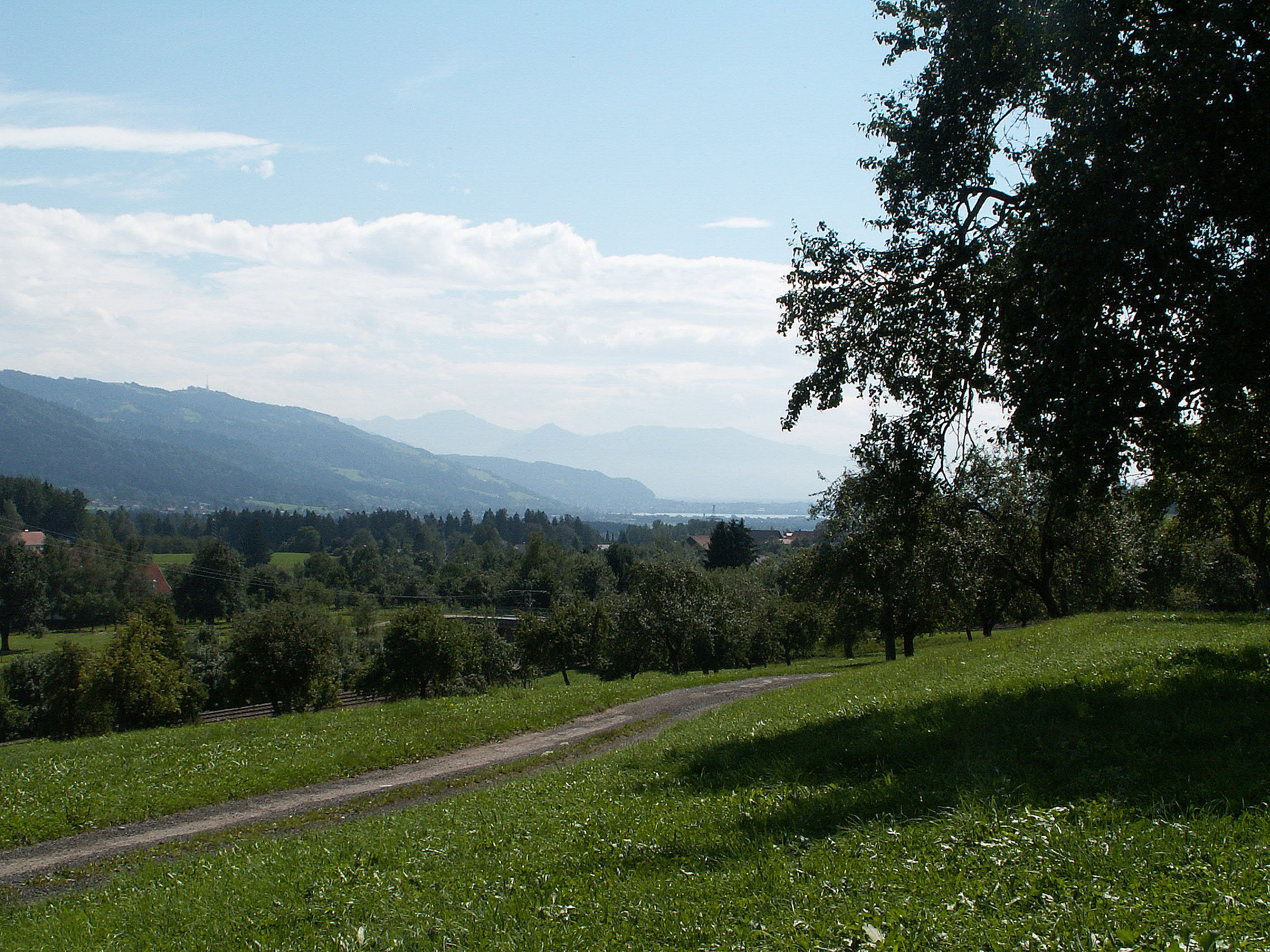
Blick übers Leiblachtal zum Bodensee
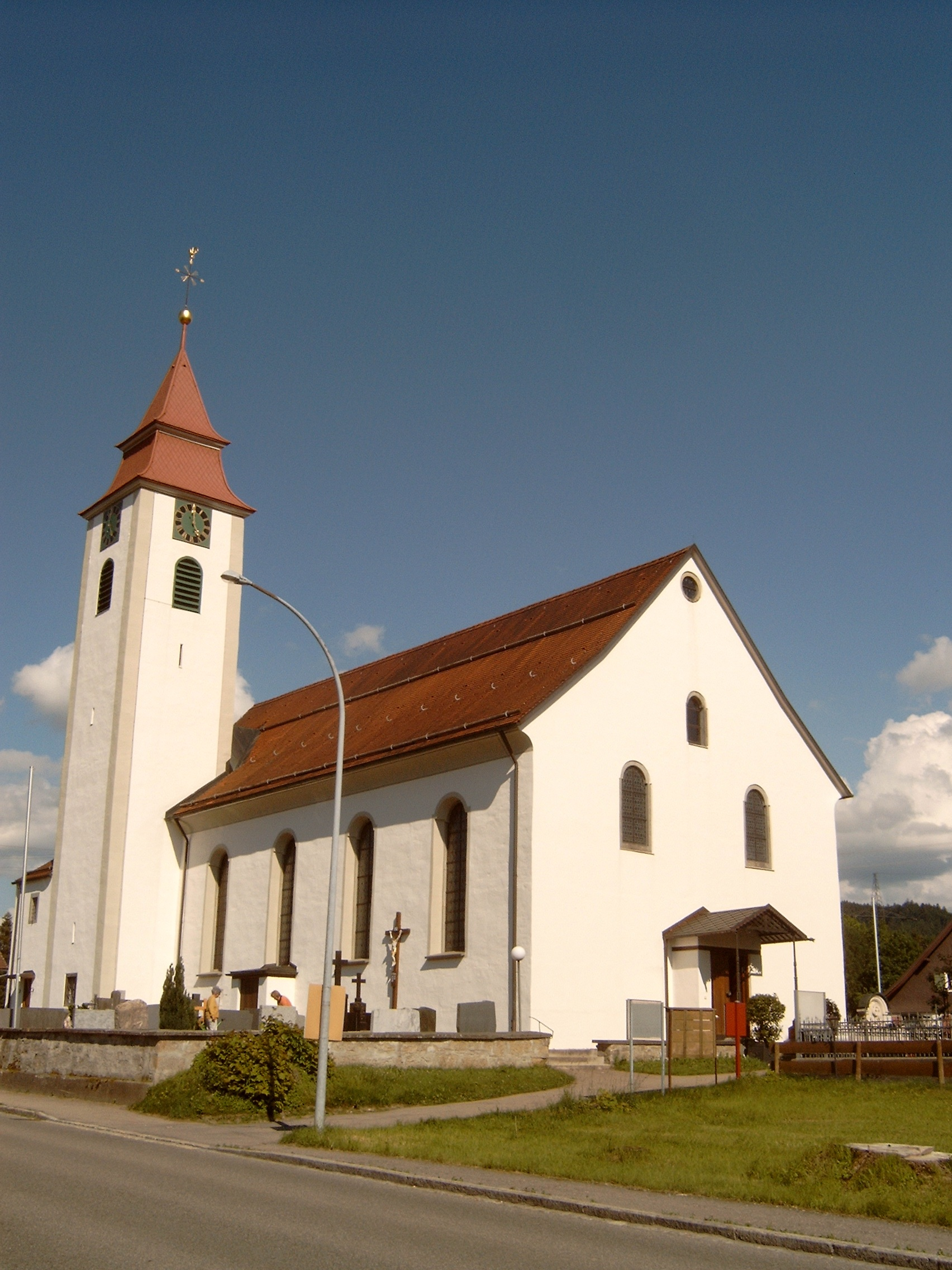
Niederstaufen, Kirche
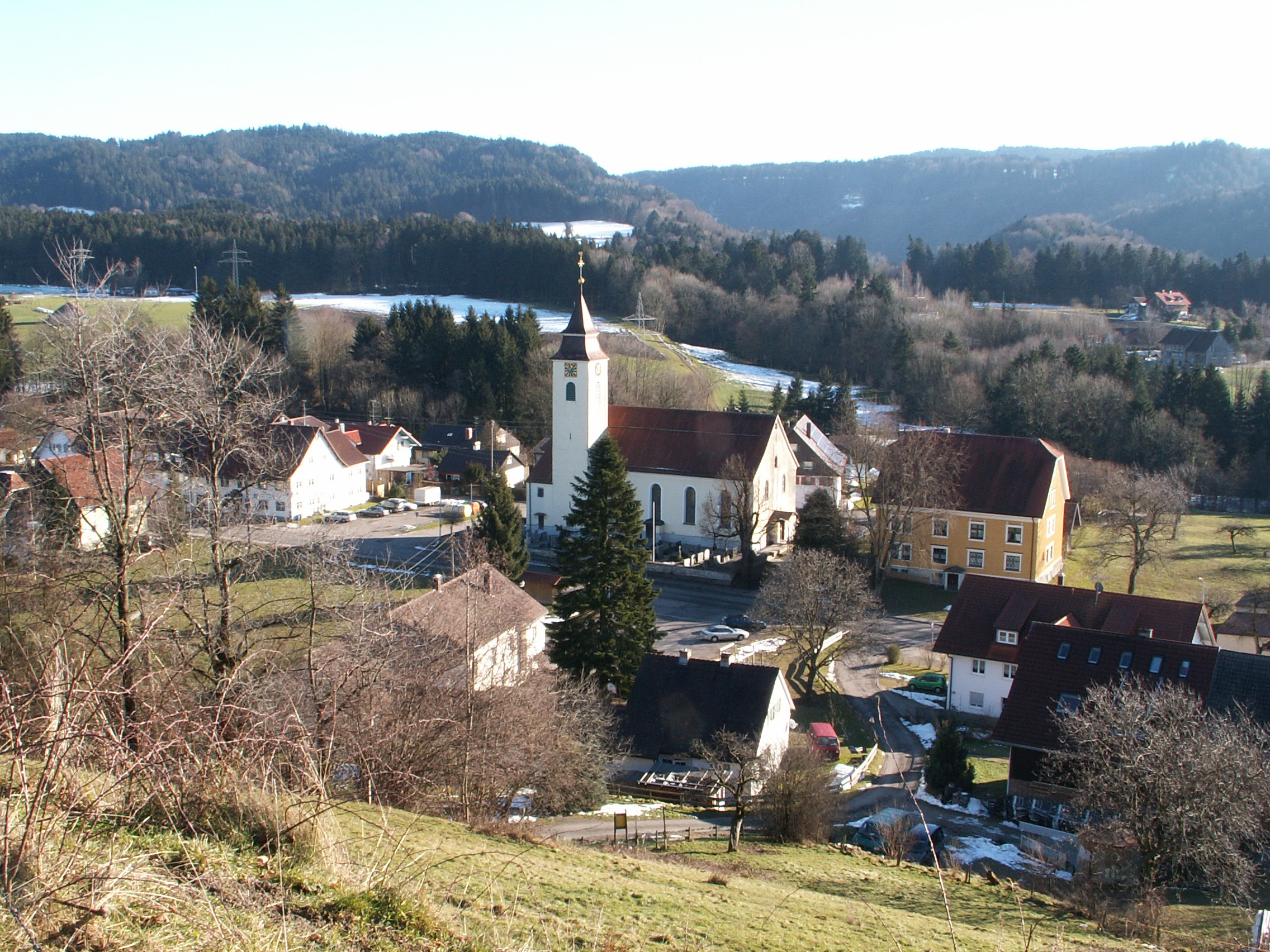
Niederstaufen – Blick vom Waldberg
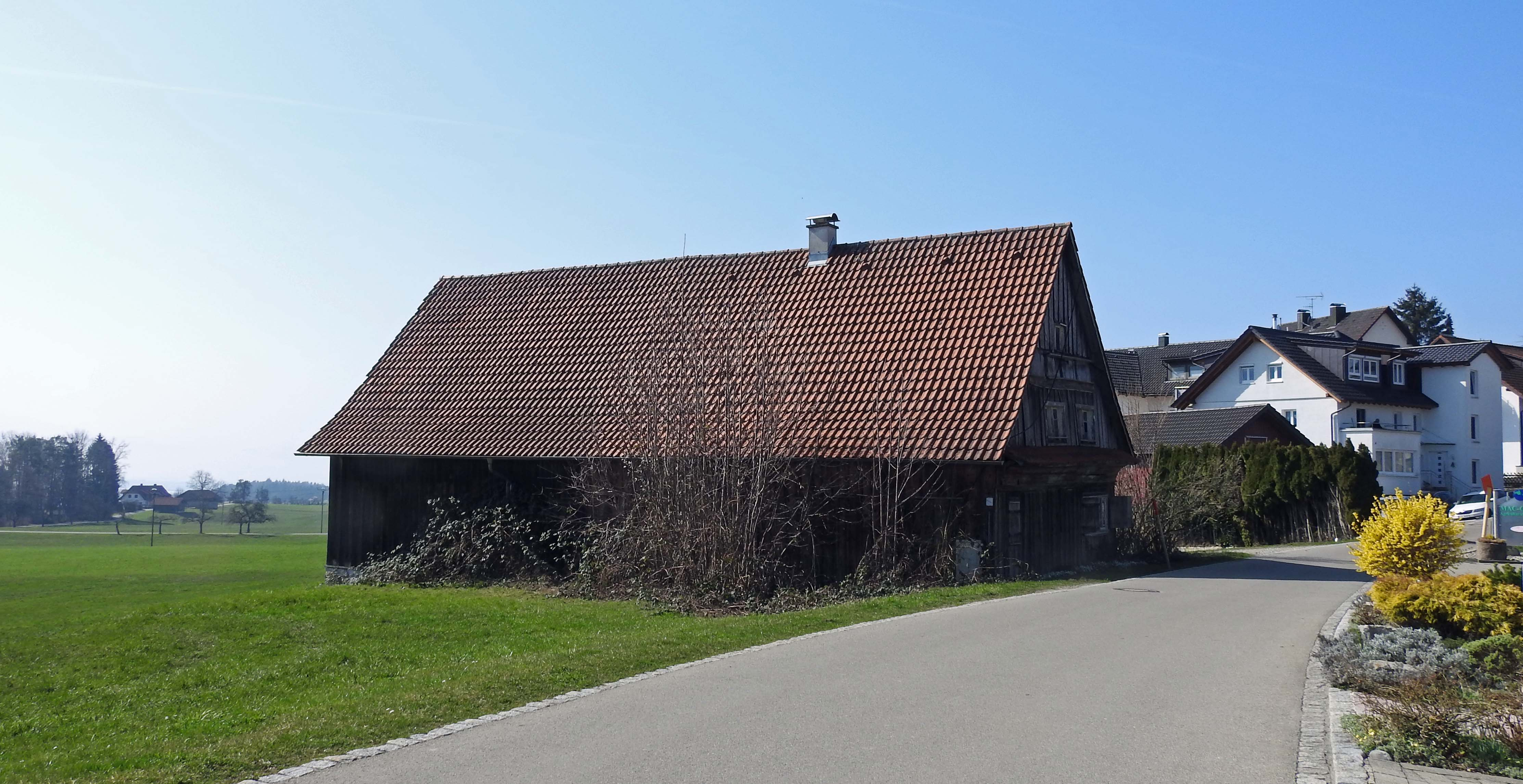
Ehem. Seebauernhof in Thumen

## Persönlichkeiten
- Anton Bertle (1861–1929) war Pfarrer in Sigmarszell, Verfasser einer Gemeindechronik und Gründer der Energiegenossenschaft Schlachters.
- Norbert Jacques (1880–1954) war ein aus Luxemburg stammender Schriftsteller. Er lebte von 1920 bis zu seinem Tod 1954 auf dem Gut Adelinenhof in Thumen, einem Ortsteil der Gemeinde Schlachters. Von 1945 bis nach dem Zweiten Weltkrieg war er Bürgermeister dieser Gemeinde. Er ist dort begraben. Da kein Grabstein mehr vorhanden ist, erinnert eine Gedenktafel im Friedhof an der Kirche St. Gallus an ihn; auch eine Sackgasse im Ortsteil Thumen ist nach ihm benannt.